# مغز زنانه (فیلم)
مغز زنانه (به انگلیسی: The Female Brain) فیلمی محصول سال ۲۰۱۷ و به کارگردانی ویتنی کامینگز است. در این فیلم بازیگرانی همچون ویتنی کامینگز، سوفیا ورگارا، توبی کبل، جیمز مارسدن، لوسی پانچ، بنی فلدستاین، سسیلی استرانگ، دیون کول، بلیک گریفین، جین سیمور، مارلو توماس، ویل ساسو، بن پلت، نیل برنان، آلیسیا رینر و زوشا راکمور ایفای نقش کرده‌اند.